# 1744
Il 1744 (MDCCXLIV in numeri romani) è un anno bisestile del XVIII secolo.

## Eventi
- 5 gennaio: Palermo ricoperta da circa 2 palmi (circa 50 cm) di neve, un fenomeno meteorologico senza precedenti per il capoluogo siciliano. Per il peso della neve crollò il tetto del convento di S. Domenico.

### Guerra di successione austriaca (1740-1748)
- 11-12 febbraio – Battaglia di Tolone: Scontro fra la flotta spagnola e francese, da una parte, e quella inglese, dall'altra. La battaglia terminò con la vittoria delle flotte alleate, spagnola e francese, ed il ritiro della flotta inglese a Minorca.
- 19 luglio – Val Varaita: Le truppe Franco-Spagnole si scontrano con l'esercito piemontese nella battaglia di Pian della Battagliola nell'ambito della Guerra di successione austriaca.
- 10-11 agosto – Battaglia di Velletri nell'ambito della Guerra di successione austriaca: vittoria delle truppe ispano-napoletane, comandate da Carlo di Borbone e dal Conte di Gages, sulle truppe imperiali comandate dal Principe di Lobkowitz.
- 15 settembre - 21 ottobre – Assedio di Cuneo: L'esercito sabaudo resiste all'assalto francese e costringe il nemico alla ritirata.
- 30 settembre – Battaglia di Madonna dell'Olmo (nota anche come Battaglia di Cuneo): vide un'importante vittoria degli eserciti di Francia e Spagna contro il Regno di Sardegna, nella Guerra di successione austriaca. Venne combattuta nei dintorni di Cuneo.

## Nati

### Gennaio
- 5 gennaio - Gaspar Melchor de Jovellanos, politico, scrittore e filosofo spagnolo († 1811)
- 10 gennaio - Thomas Mifflin, politico statunitense († 1800)
- 10 gennaio - Chiara Spinelli di Belmonte, pittrice e nobile italiana († 1823)
- 12 gennaio - Giuseppe Pistocchi, architetto italiano († 1814)
- 20 gennaio - Francesco Saverio Passari, arcivescovo cattolico italiano († 1808)

### Febbraio
- 8 febbraio - Karl Theodor von Dalberg, arcivescovo cattolico tedesco († 1817)
- 10 febbraio - William Cornwallis, ammiraglio britannico († 1819)
- 11 febbraio - Giovanni Ansani, tenore italiano († 1826)
- 20 febbraio - Alessandro Mattei, cardinale, arcivescovo cattolico e nobile italiano († 1820)
- 21 febbraio - Eise Eisinga, astronomo olandese († 1828)
- 23 febbraio - Mayer Amschel Rothschild, banchiere tedesco († 1812)
- 23 febbraio - Jan van Os, pittore olandese († 1808)
- 24 febbraio - Fëdor Fëdorovič Ušakov, ammiraglio russo († 1817)
- 28 febbraio - Sebastiano Ayala, presbitero, scrittore e politico italiano († 1817)

### Marzo
- 1º marzo - Charles François Joseph Dugua, generale francese († 1802)
- 19 marzo - Giuseppe Venita, patriota italiano († 1822)
- 24 marzo - Nicola Riganti, cardinale e vescovo cattolico italiano († 1822)
- 26 marzo - Thomas de Mahy de Favras, nobile e politico francese († 1790)
- 27 marzo - Aleksej Ivanovič Musin-Puškin, storico russo († 1817)
- 30 marzo - Louis d'Ussieux, scrittore, storico e giornalista francese († 1805)

### Aprile
- 2 aprile - Tommaso Silvestri, presbitero e educatore italiano († 1789)
- 12 aprile - François-Joseph Bélanger, architetto francese († 1818)
- 17 aprile - John Page, politico statunitense († 1808)
- 19 aprile - José María Pignatelli de Aragón y Gonzaga, militare spagnolo († 1774)
- 20 aprile - Michelangelo Luchi, cardinale italiano († 1802)
- 21 aprile - Bonaventura Gazola, cardinale e vescovo cattolico italiano († 1832)
- 21 aprile - John Meade, I conte di Clanwilliam, nobile irlandese († 1800)
- 22 aprile - Pietro Miliani, imprenditore italiano († 1817)
- 23 aprile - Carlotta Amalia Guglielmina di Schleswig-Holstein-Sonderburg-Plön, principessa tedesca († 1770)

### Maggio
- 3 maggio - Federico III di Salm-Kyrburg, principe tedesco († 1794)
- 4 maggio - Marianna Martines, cantante, pianista e compositrice austriaca († 1812)
- 8 maggio - Nikolaj Ivanovič Novikov, giornalista, letterato e esoterista russo († 1818)
- 11 maggio - Vincenzo Tobia Nicola Bellini, compositore italiano († 1829)
- 11 maggio - José Anastacio da Cunha, matematico portoghese († 1787)
- 11 maggio - Henri Christian Michel Stengel, generale francese († 1796)
- 13 maggio - Abraham Lincoln, militare statunitense († 1786)
- 18 maggio - Pëtr Petrovič Dolgorukov, generale e nobile russo († 1815)
- 19 maggio - Carlotta di Meclemburgo-Strelitz, regina britannica († 1818)
- 19 maggio - Constantine John Phipps, esploratore inglese († 1792)

### Giugno
- 4 giugno - Innico Maria Guevara-Suardo,  italiano († 1814)
- 5 giugno - Giovanni Ferrari, scultore italiano († 1826)
- 8 giugno - Luigi Amat Malliano, generale italiano († 1807)
- 10 giugno - Guglielmo Batt, nobile inglese († 1812)
- 15 giugno - Maria Kristina Kiellström,  svedese († 1798)
- 15 giugno - Semën Romanovič Voroncov, politico e diplomatico russo († 1832)
- 18 giugno - Henry Paget, I conte di Uxbridge, nobile britannico († 1812)
- 22 giugno - Johann Christian Polycarp Erxleben, biologo tedesco († 1777)
- 30 giugno - John Stuart, I marchese di Bute, nobile e diplomatico scozzese († 1814)

### Luglio
- 4 luglio - Samuel Gottlieb Gmelin, botanico, ornitologo e esploratore tedesco († 1774)
- 4 luglio - Francesco Pietro Raccamarich, vescovo cattolico e nobile dalmata († 1815)
- 6 luglio - Gian Galeazzo Serbelloni, militare e nobile italiano († 1802)
- 6 luglio - Maria Giuseppina di Borbone-Spagna, principessa spagnola († 1801)
- 9 luglio - François-Guillaume Ménageot, pittore francese († 1816)
- 16 luglio - Heinrich Christian Boie, scrittore tedesco († 1806)
- 17 luglio - Elbridge Gerry, politico statunitense († 1814)
- 20 luglio - Henri Hamal, compositore belga († 1820)
- 26 luglio - Benedetto Naro, cardinale italiano († 1832)
- 29 luglio - Giulio Maria della Somaglia, cardinale italiano († 1830)
- 30 luglio - Angelo Banchero, pittore italiano († 1794)

### Agosto
- 1º agosto - Melchiorre Delfico, filosofo, economista e numismatico italiano († 1835)
- 1º agosto - Jean-Baptiste de Lamarck, naturalista, zoologo e botanico francese († 1829)
- 9 agosto - Gaetano Brunetti, compositore e violinista spagnolo († 1798)
- 11 agosto - Tomás António Gonzaga, poeta portoghese († 1810)
- 15 agosto - Conrad Moench, botanico, farmacista e chimico tedesco († 1805)
- 15 agosto - Raffaele Mormile, arcivescovo cattolico italiano († 1813)
- 16 agosto - Pierre Méchain, astronomo francese († 1804)
- 17 agosto - Rocco Torricelli, pittore svizzero († 1832)
- 24 agosto - Giulio Bajamonti, musicista, medico e letterato italiano († 1800)
- 25 agosto - Johann Gottfried Herder, filosofo, teologo e letterato tedesco († 1803)
- 28 agosto - Federica Augusta Sofia di Anhalt-Bernburg, nobile tedesca († 1827)
- 28 agosto - Jean-Augustin Renard, architetto e decoratore francese († 1807)
- 31 agosto - John Houstoun, politico statunitense († 1796)

### Settembre
- 2 settembre - Gaetano Fiorio, attore teatrale e commediografo italiano († 1807)
- 3 settembre - Ernst Ferdinand Klein, giurista tedesco († 1810)
- 4 settembre - Jean-Frédéric Perregaux, banchiere e politico svizzero († 1808)
- 5 settembre - Michel-François de LaGardette, gesuita francese († 1792)
- 15 settembre - Franz Kaspar Lieblein, botanico tedesco († 1810)
- 16 settembre - Fabrizio Ruffo, cardinale, politico e generale italiano († 1827)
- 17 settembre - Albemarle Bertie, IX conte di Lindsey, nobile e militare britannico († 1818)
- 21 settembre - Giacomo Quarenghi, architetto e pittore italiano († 1817)
- 22 settembre - Claude Fauchet, rivoluzionario francese († 1793)
- 25 settembre - Giuseppe Capecelatro, arcivescovo cattolico e politico italiano († 1836)
- 25 settembre - Federico Guglielmo II di Prussia, re († 1797)
- 28 settembre - Vincenzo Malacarne, anatomista e chirurgo italiano († 1816)
- 28 settembre - Charles Marsham, I conte di Romney, politico inglese († 1811)

### Ottobre
- 1º ottobre - Tapping Reeve, giurista e insegnante statunitense († 1823)
- 4 ottobre - Hermanus Reijntjes, ammiraglio olandese († 1797)
- 10 ottobre - Michał Hieronim Radziwiłł, poeta polacco († 1831)
- 12 ottobre - Joseph de Croÿ d'Havré, politico e ufficiale francese († 1839)
- 13 ottobre - Mary Ludwig Hays McCauley, patriota statunitense († 1832)
- 13 ottobre - Pierre-Louis de La Rochefoucauld, vescovo cattolico francese († 1792)
- 16 ottobre - Henry Somerset, V duca di Beaufort, nobile inglese († 1803)
- 20 ottobre - Jean-François Demandolx, vescovo cattolico francese († 1817)
- 20 ottobre - Philippe-Isidore Picot de Lapeyrouse, naturalista e ornitologo francese († 1818)
- 27 ottobre - Mary Moser, pittrice inglese († 1819)

### Novembre
- 1º novembre - Pierre Cacault, pittore e collezionista d'arte francese († 1810)
- 1º novembre - Maha Sura Singhanat, generale siamese († 1803)
- 3 novembre - Friedrich Ludwig Schröder, attore teatrale e drammaturgo tedesco († 1816)
- 4 novembre - Johann III Bernoulli, matematico svizzero († 1807)
- 5 novembre - Georges Félix de Wimpffen, generale francese († 1814)
- 6 novembre - Miguel Carlos José de Noronha e Abranches, cardinale portoghese († 1803)
- 9 novembre - Ferdinand von Hompesch zu Bolheim,  tedesco († 1805)
- 10 novembre - Giuseppe Ippolito Gerbaix de Sonnaz d'Habères, generale italiano († 1827)
- 11 novembre - Gotthard Johann von Knorring, generale russo († 1825)
- 11 novembre - Francesco Antonio Grillo, vescovo cattolico italiano († 1804)
- 15 novembre - Claude Simon, vescovo cattolico francese († 1825)
- 20 novembre - Ferdinando Maria Saluzzo, cardinale e arcivescovo cattolico italiano († 1816)
- 22 novembre - Abigail Adams, first lady statunitense († 1818)
- 24 novembre - Alured Clarke, militare e politico britannico († 1832)
- 25 novembre - Félix de Avelar Brotero, medico e botanico portoghese († 1828)
- 26 novembre - Alexander Mebane, politico e generale statunitense († 1795)
- 30 novembre - Karl Ludwig von Knebel, scrittore, poeta e traduttore tedesco († 1834)
- 30 novembre - Pietro Pedroni, pittore italiano († 1803)

### Dicembre
- 2 dicembre - Ramón Bayeu, pittore spagnolo († 1793)
- 5 dicembre - Giacomo Boselli, ceramista italiano († 1808)
- 6 dicembre - Cristiano Augusto di Waldeck e Pyrmont, generale († 1798)
- 7 dicembre - Laure-Auguste de Fitz-James, nobildonna francese († 1814)
- 8 dicembre - Pierre-Joseph Candeille, compositore e cantante lirico francese († 1827)
- 15 dicembre - Jean-François-Pierre Peyron, pittore francese († 1814)
- 15 dicembre - Christian Heigelin, banchiere e diplomatico tedesco († 1820)
- 19 dicembre - Carlo d'Assia-Kassel, principe († 1836)
- 21 dicembre - Anne Vallayer-Coster, pittrice francese († 1818)
- 21 dicembre - Leopolda di Savoia-Carignano, nobile italiano († 1807)
- 28 dicembre - Ernst Ludwig Julius von Lenthe, politico tedesco († 1814)
- 29 dicembre - Francesco Maria Colle, storico italiano († 1815)
- 29 dicembre - Anna Petrovna Šeremeteva, nobildonna russa († 1768)
- 31 dicembre - Edward Hand, generale, medico e politico irlandese († 1802)

### Senza giorno specificato
- Joseph Milner, presbitero britannico († 1797)
- Manuel Acevedo, pittore spagnolo († 1800)
- Arthur Acheson, I conte di Gosford, nobile e politico irlandese († 1807)
- David Allan, pittore scozzese († 1796)
- André Barthélemy de Courcay, bibliotecario e numismatico francese († 1799)
- Micaela Bastidas, rivoluzionaria peruviana († 1781)
- Johann Wilhelm Becker, pittore, incisore e litografo tedesco († 1782)
- William Beckford di Somerley, imprenditore e scrittore giamaicano († 1799)
- Policarpo Cacherano d'Osasco, generale e politico italiano († 1824)
- Francesco Comelli, artigiano italiano († 1816)
- William Eden, I barone Auckland, politico inglese († 1814)
- Pietro Edwards, pittore e restauratore italiano († 1821)
- David Emanuel, politico statunitense († 1808)
- Gregorio Fierli, avvocato italiano († 1807)
- Agostino Gerli, architetto, decoratore e inventore italiano († 1821)
- Fëdor Gordeevič Gordeev, scultore russo († 1810)
- Giuseppe Grippa, scrittore e politico italiano
- Bruno de Heceta, navigatore spagnolo († 1807)
- Wybrand Hendriks, pittore olandese († 1831)
- Luigi Lante Montefeltro della Rovere, V duca di Bomarzo, nobile italiano († 1795)
- Charles Le Carpentier, scrittore e pittore francese († 1822)
- John Mathews, politico e avvocato statunitense († 1802)
- Ignacy Feliks Morawski, generale e politico lituano († 1790)
- Alberto Mucchiati, pittore italiano († 1828)
- Agostino Piella, militare italiano († 1821)
- John Runciman, pittore scozzese
- Aleksandr Nikolaevič Samojlov, politico e generale russo († 1814)
- Piat Joseph Sauvage, pittore francese († 1818)
- Aloys Paul Trabucco, medico italiano († 1782)
- Ekaterina Petrovna Trubeckaja, nobildonna russa († 1815)
- Mariano Vasi, editore e imprenditore italiano
- Aleksandr Semënovič Vasil'čikov, nobile russo († 1813)
- Ubashi Khan († 1774)

## Morti

### Gennaio
- 11 gennaio - Scroop Egerton, I duca di Bridgewater, nobile inglese (n. 1681)
- 11 gennaio - James Hamilton, VII conte di Abercorn, nobile scozzese (n. 1686)
- 14 gennaio - Charles-Hubert Gervais, compositore francese (n. 1671)
- 16 gennaio - Ramon de Marimon, vescovo cattolico spagnolo (n. 1679)
- 18 gennaio - Michele Marieschi, pittore, incisore e scenografo italiano (n. 1710)
- 19 gennaio - Lucy Herbert, nobile, religiosa e scrittrice britannica (n. 1669)
- 19 gennaio - George-Prosper de Verboom, ingegnere militare belga (n. 1665)
- 20 gennaio - Richard Jones, compositore inglese
- 22 gennaio - Pierre Le Pautre, scultore francese (n. 1659)
- 23 gennaio - Giambattista Vico, filosofo, storico e giurista italiano (n. 1668)
- 24 gennaio - Stefano Durazzo, doge (n. 1668)
- 24 gennaio - Marie Poussepin, religiosa francese (n. 1653)
- 25 gennaio - Domenico Sarro, compositore italiano (n. 1679)
- 26 gennaio - Ludwig Andreas von Khevenhüller, generale austriaco (n. 1683)

### Febbraio
- 11 febbraio - Tommaso Bernardo Gaffi, compositore italiano (n. 1667)
- 13 febbraio - Pierre Gobert, pittore francese (n. 1662)
- 13 febbraio - Giuseppe Piamontini, scultore italiano (n. 1663)
- 14 febbraio - John Hadley, matematico britannico (n. 1682)
- 15 febbraio - Niccolò Gualtieri, medico, zoologo e botanico italiano (n. 1688)
- 15 febbraio - František Václav Míča, compositore ceco (n. 1694)
- 17 febbraio - René Frémin, scultore francese (n. 1672)
- 29 febbraio - John Theophilus Desaguliers, scienziato e religioso inglese (n. 1683)

### Marzo
- 2 marzo - William Maxwell, V conte di Nithsdale, nobile britannico (n. 1676)
- 3 marzo - Jean Barbeyrac, giurista francese (n. 1674)
- 4 marzo - Leopoldo di Schleswig-Holstein-Sonderburg-Wiesenburg, nobile polacco (n. 1674)
- 5 marzo - Vincenzo Sacco, giurista italiano (n. 1681)
- 10 marzo - Giovanni Benedetto Borromeo Arese, nobile e imprenditore italiano (n. 1679)
- 11 marzo - Jean-Baptiste de Tillier, politico e storico italiano (n. 1678)
- 14 marzo - Matteo Sacchetti, I marchese di Castelromano, nobile e diplomatico italiano (n. 1675)
- 31 marzo - Antioch Dmitrievič Kantemir, scrittore, poeta e traduttore russo (n. 1708)

### Aprile
- 5 aprile - Maria Crescentia Höss, religiosa tedesca (n. 1682)
- 16 aprile - Salvatore Pappacoda, II principe di Centola, nobile e politico italiano (n. 1688)
- 17 aprile - Luigi Bentivoglio, nobile italiano (n. 1666)
- 17 aprile - Guglielmo Borremans, pittore fiammingo (n. 1675)
- 25 aprile - Anders Celsius, fisico e astronomo svedese (n. 1701)
- 27 aprile - James Miller, sceneggiatore, poeta e librettista inglese (n. 1704)

### Maggio
- 9 maggio - Claude Balon, danzatore e coreografo francese (n. 1671)
- 25 maggio - Carlo Edzardo della Frisia orientale, principe (n. 1716)
- 30 maggio - Alexander Pope, poeta inglese (n. 1688)

### Giugno
- 7 giugno - Pietro Ercole Fava, pittore italiano (n. 1669)
- 11 giugno - Louis Juchereau de Saint-Denis, esploratore francese (n. 1676)
- 24 giugno - Giuseppe d'Assia-Rotenburg, principe tedesco (n. 1705)
- 27 giugno - Jean-Frédéric Bernard, editore e scrittore francese (n. 1683)
- 29 giugno - André Campra, compositore e direttore d'orchestra francese (n. 1660)
- 30 giugno - Gennaro Maria Sarnelli, presbitero e missionario italiano (n. 1702)

### Luglio
- 14 luglio - Jakob Immanuel Pyra, poeta tedesco (n. 1715)
- 17 luglio - Charles d'Orléans de Rothelin, numismatico, teologo e presbitero francese (n. 1691)

### Agosto
- 9 agosto - Joseph Wamps, pittore francese (n. 1689)
- 10 agosto - Nicolas Gédoyn, presbitero, traduttore e critico letterario francese (n. 1677)
- 10 agosto - Alessandro Knips Macoppe, medico italiano (n. 1662)
- 11 agosto - Sforza Giuseppe Sforza Cesarini, III principe di Genzano, militare e ambasciatore italiano (n. 1705)
- 13 agosto - John Cruger, politico danese (n. 1678)
- 15 agosto - Antonio Vegni, vescovo cattolico italiano (n. 1686)
- 30 agosto - Gaspar de Molina y Oviedo, cardinale e vescovo cattolico spagnolo (n. 1679)

### Settembre
- 1º settembre - Federico Antonio di Schwarzburg-Rudolstadt, nobile tedesco (n. 1692)
- 5 settembre - Giovanni Giuliani, scultore e intagliatore italiano (n. 1664)
- 13 settembre - Charles de Sainte-Maure, marchese d'Augé, ammiraglio francese (n. 1655)
- 19 settembre - Benigno da Cuneo, francescano italiano (n. 1673)

### Ottobre
- 10 ottobre - Johann Heinrich Schulze, chimico tedesco (n. 1687)
- 15 ottobre - Jean Jacques Bouhier, vescovo cattolico francese (n. 1666)
- 17 ottobre - Giuseppe Guarneri del Gesù, liutaio italiano (n. 1698)
- 18 ottobre - Sarah Churchill, duchessa di Marlborough, nobile inglese (n. 1660)
- 22 ottobre - Leopoldo Antonio Eleuterio Firmian, arcivescovo cattolico austriaco (n. 1679)
- 24 ottobre - Giuseppe Firrao il Vecchio, cardinale e arcivescovo cattolico italiano (n. 1670)
- 31 ottobre - Leonardo Leo, compositore italiano (n. 1694)

### Novembre
- 9 novembre - Augusto Chigi, II principe di Farnese, principe italiano (n. 1662)
- 12 novembre - Léon Potier de Gesvres, cardinale e arcivescovo cattolico francese (n. 1656)
- 23 novembre - Sidney Beauclerk, politico inglese (n. 1703)

### Dicembre
- 8 dicembre - Marie-Anne de Mailly, francese (n. 1717)
- 13 dicembre - Madame de Ventadour, nobile francese (n. 1654)
- 16 dicembre - Maria Anna d'Asburgo, nobile austriaca (n. 1718)
- 19 dicembre - George Olivier Wallis, generale austriaco (n. 1673)
- 23 dicembre - Elisabetta Carlotta di Borbone-Orléans, principessa francese (n. 1676)
- 29 dicembre - Pompeo Cannicciari, compositore italiano (n. 1670)

### Senza giorno specificato
- Giovanni Battista Benzoni, compositore italiano
- Matteo Brida, pittore italiano (n. 1699)
- Niccolò Capasso, poeta, teologo e letterato italiano (n. 1671)
- Tommaso Saverio Caravita, giurista italiano (n. 1678)
- Lorenzo De Ferrari, pittore italiano
- Gennaro Antonio Federico, librettista italiano
- Oronzo Filomarini, vescovo cattolico italiano (n. 1662)
- Bianca Giovannini, pittrice e incisore italiana
- Maria Elisabetta del Liechtenstein, principessa austriaca (n. 1683)
- Giovanni Vincenzo Lucchesini, filologo, storico e traduttore italiano (n. 1660)
- Domenico Lusverg, artigiano e progettista italiano (n. 1669)
- Raimondo Manzini, pittore italiano (n. 1668)
- Giuseppe Mastroleo, pittore italiano (n. 1676)
- Isaac de Moucheron, pittore, incisore e architetto olandese (n. 1667)
- Lione Pascoli, scrittore e collezionista d'arte italiano (n. 1674)
- Pietro Patroni, ottico italiano (n. 1676)
- Carlo Bartolomeo Rastrelli, scultore, architetto e scenografo italiano
- Johan Gustaf Renat, cartografo e militare svedese (n. 1682)
- Girolamo Ticciati, scultore e architetto italiano (n. 1676)
- Francesca Vanini, contralto italiano
- Martin Vinazer, scultore austriaco (n. 1674)
- Dionisio da Furnà, pittore e monaco cristiano greco (n. 1670)

## Calendario
| Calendario 1744 | Calendario 1744 | Calendario 1744 | Calendario 1744 | Calendario 1744 | Calendario 1744 | Calendario 1744 | Calendario 1744 | Calendario 1744 | Calendario 1744 | Calendario 1744 | Calendario 1744 | Calendario 1744 | Calendario 1744 | Calendario 1744 | Calendario 1744 | Calendario 1744 | Calendario 1744 | Calendario 1744 | Calendario 1744 | Calendario 1744 | Calendario 1744 | Calendario 1744 | Calendario 1744 | Calendario 1744 | Calendario 1744 | Calendario 1744 | Calendario 1744 | Calendario 1744 | Calendario 1744 | Calendario 1744 | Calendario 1744 | Calendario 1744 |
| --------------- | --------------- | --------------- | --------------- | --------------- | --------------- | --------------- | --------------- | --------------- | --------------- | --------------- | --------------- | --------------- | --------------- | --------------- | --------------- | --------------- | --------------- | --------------- | --------------- | --------------- | --------------- | --------------- | --------------- | --------------- | --------------- | --------------- | --------------- | --------------- | --------------- | --------------- | --------------- | --------------- |
|                 | 1               | 2               | 3               | 4               | 5               | 6               | 7               | 8               | 9               | 10              | 11              | 12              | 13              | 14              | 15              | 16              | 17              | 18              | 19              | 20              | 21              | 22              | 23              | 24              | 25              | 26              | 27              | 28              | 29              | 30              | 31              |                 |
| Gennaio         | Me              | Gi              | Ve              | Sa              | Do              | Lu              | Ma              | Me              | Gi              | Ve              | Sa              | Do              | Lu              | Ma              | Me              | Gi              | Ve              | Sa              | Do              | Lu              | Ma              | Me              | Gi              | Ve              | Sa              | Do              | Lu              | Ma              | Me              | Gi              | Ve              |                 |
| Febbraio        | Sa              | Do              | Lu              | Ma              | Me              | Gi              | Ve              | Sa              | Do              | Lu              | Ma              | Me              | Gi              | Ve              | Sa              | Do              | Lu              | Ma              | Me              | Gi              | Ve              | Sa              | Do              | Lu              | Ma              | Me              | Gi              | Ve              | Sa              |                 |                 |                 |
| Marzo           | Do              | Lu              | Ma              | Me              | Gi              | Ve              | Sa              | Do              | Lu              | Ma              | Me              | Gi              | Ve              | Sa              | Do              | Lu              | Ma              | Me              | Gi              | Ve              | Sa              | Do              | Lu              | Ma              | Me              | Gi              | Ve              | Sa              | Do              | Lu              | Ma              |                 |
| Aprile          | Me              | Gi              | Ve              | Sa              | Do              | Lu              | Ma              | Me              | Gi              | Ve              | Sa              | Do              | Lu              | Ma              | Me              | Gi              | Ve              | Sa              | Do              | Lu              | Ma              | Me              | Gi              | Ve              | Sa              | Do              | Lu              | Ma              | Me              | Gi              |                 |                 |
| Maggio          | Ve              | Sa              | Do              | Lu              | Ma              | Me              | Gi              | Ve              | Sa              | Do              | Lu              | Ma              | Me              | Gi              | Ve              | Sa              | Do              | Lu              | Ma              | Me              | Gi              | Ve              | Sa              | Do              | Lu              | Ma              | Me              | Gi              | Ve              | Sa              | Do              |                 |
| Giugno          | Lu              | Ma              | Me              | Gi              | Ve              | Sa              | Do              | Lu              | Ma              | Me              | Gi              | Ve              | Sa              | Do              | Lu              | Ma              | Me              | Gi              | Ve              | Sa              | Do              | Lu              | Ma              | Me              | Gi              | Ve              | Sa              | Do              | Lu              | Ma              |                 |                 |
| Luglio          | Me              | Gi              | Ve              | Sa              | Do              | Lu              | Ma              | Me              | Gi              | Ve              | Sa              | Do              | Lu              | Ma              | Me              | Gi              | Ve              | Sa              | Do              | Lu              | Ma              | Me              | Gi              | Ve              | Sa              | Do              | Lu              | Ma              | Me              | Gi              | Ve              |                 |
| Agosto          | Sa              | Do              | Lu              | Ma              | Me              | Gi              | Ve              | Sa              | Do              | Lu              | Ma              | Me              | Gi              | Ve              | Sa              | Do              | Lu              | Ma              | Me              | Gi              | Ve              | Sa              | Do              | Lu              | Ma              | Me              | Gi              | Ve              | Sa              | Do              | Lu              |                 |
| Settembre       | Ma              | Me              | Gi              | Ve              | Sa              | Do              | Lu              | Ma              | Me              | Gi              | Ve              | Sa              | Do              | Lu              | Ma              | Me              | Gi              | Ve              | Sa              | Do              | Lu              | Ma              | Me              | Gi              | Ve              | Sa              | Do              | Lu              | Ma              | Me              |                 |                 |
| Ottobre         | Gi              | Ve              | Sa              | Do              | Lu              | Ma              | Me              | Gi              | Ve              | Sa              | Do              | Lu              | Ma              | Me              | Gi              | Ve              | Sa              | Do              | Lu              | Ma              | Me              | Gi              | Ve              | Sa              | Do              | Lu              | Ma              | Me              | Gi              | Ve              | Sa              |                 |
| Novembre        | Do              | Lu              | Ma              | Me              | Gi              | Ve              | Sa              | Do              | Lu              | Ma              | Me              | Gi              | Ve              | Sa              | Do              | Lu              | Ma              | Me              | Gi              | Ve              | Sa              | Do              | Lu              | Ma              | Me              | Gi              | Ve              | Sa              | Do              | Lu              |                 |                 |
| Dicembre        | Ma              | Me              | Gi              | Ve              | Sa              | Do              | Lu              | Ma              | Me              | Gi              | Ve              | Sa              | Do              | Lu              | Ma              | Me              | Gi              | Ve              | Sa              | Do              | Lu              | Ma              | Me              | Gi              | Ve              | Sa              | Do              | Lu              | Ma              | Me              | Gi              |                 |